# Ghazi II Giray
Ğazı ou Ghazi II Giray Bora (i.e. « Tempête » ; mort en mars 1608) est un khan de Crimée ayant régné de 1588 à 1596 et de 1596 à 1608.

## Origine et jeunesse
Ghazi II Giray est le fils de Devlet Ier Giray, ou peut-être d'Adil Giray.
Alors qu'il combat dans les troupes ottomanes contre la Perse, le jeune prince est capturé par des Persans du Chirvan en 1578/1580 et interné dans la forteresse de Kahkaha. Bien traité pendant sa captivité de 5 ou 7 ans, il s'adonne à l'étude avec des maîtres que lui procurent ses ennemis et il s'initie à l'astrologie, à la théologie, compose des poèmes et étudie la musique.
En 1585, il réussit à s'échapper de sa prison et à rejoindre Constantinople. À la cour ottomane, il s'attire l'amitié du sultan Mourad III qui décide de le désigner khan de Crimée après la mort de son oncle Islam II Giray, tué lors d'une expédition contre les Nogaïs. Mourad III lui attribue une pension supérieure à celle versée à son prédécesseur et il regagne la Crimée avec une suite de 160 personnes.

## Règne

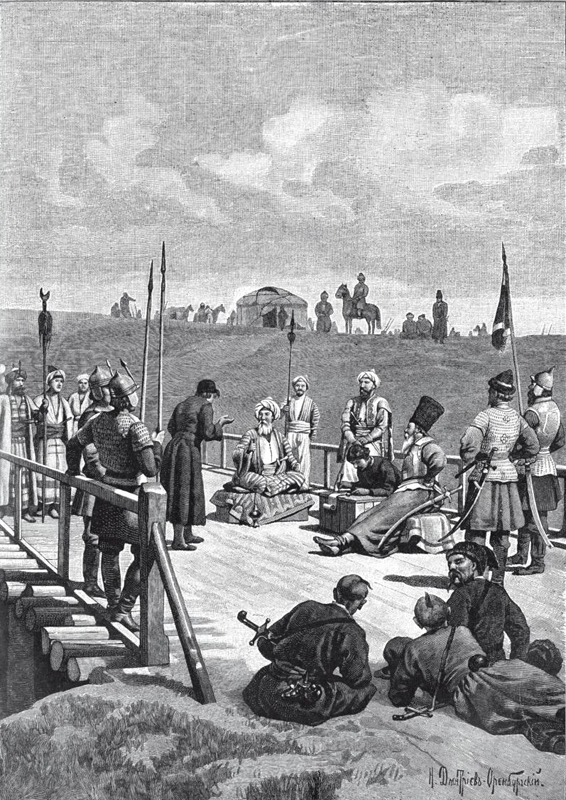
Négociations entre Gazi II Giray et Khvorostinin

Le nouveau khan réorganise son domaine et institue la nouvelle charge de Baş Ağa (i.e. « chef des agas »), ayant des pouvoirs semblables à celui du grand vizir. Il rencontre des difficultés avec sa famille, notamment avec son cousin Mourad Giray, fils de Mehmed II Giray, qui se réfugie chez les Russes dont il devient l'agent, avant que Ghazi II Giray ne le fasse empoisonner à Astrakhan en 1591.
En 1591, Ghazi II Giray tente une ultime grande expédition contre la Russie, mais les Tatars sont lourdement vaincus et lui-même est blessé. Il rentre dans sa capitale Bakhtchyssaraï pour se soigner et laisse le soin à son Baş Ağa Ahmed Pacha de conclure en 1593 un traité de paix avec les Russes qui leur abandonnent définitivement Kazan et Astrakhan. Il n'y est plus question de paiement d'un tribut par Moscou ; toutefois, lorsqu'il s'engage à demeurer un fidèle des Russes, ces derniers lui promettent en contrepartie le versement d'une somme de 10 000 roubles et l'envoi de fourrures et de faucons qui doivent lui parvenir tous les ans. En contrepartie, il s'engage à libérer ses prisonniers et à protéger les marchands moscovites en leur laissant la libre circulation en Crimée ainsi que celle des étrangers qui veulent se rendre à Moscou.
Ghazi II Giray participe ensuite aux campagnes des Ottomans contre l'empereur Rodolphe II, notamment à la prise de Raab et de Pap. L'hiver, il rentre en Crimée où il administre son pays et écrit des poèmes.
En 1595, il intervient en Valachie contre Michel le Brave. C'est à cette époque qu'il entre en conflit avec le grand vizir ottoman Koca Sinan Pacha. En 1596, il est convoqué par ce dernier en Transylvanie et il envoie à sa place son frère et qalgha  Fetih Giray. Le vizir considère cela comme une insulte et, sans demander l'accord de la Sublime Porte, il destitue Ghazi II Giray pour nommer khan à sa place son frère sous le nom de Fetih Ier Giray. Le sultan estime que cette initiative risque de plonger la Crimée dans l'anarchie. Il désavoue son vizir qui meurt peu après et le remplace par Damat Ibrahim Pacha avant de rétablir Ghazy II Giray sur son trône. Lorsque le khan rentre en Crimée, le pays est effectivement en proie à la guerre entre ses partisans et ceux de son frère. Il capture ce dernier et le fait exécuter avec neuf de ses enfants et son qalgha Bakt Giray, un fils d'Adil Giray.
Son pouvoir rétabli, Ghazi II Giray nomme dans un premier temps ses neveux Selamet Giray et Devlet Giray respectivement comme qalgha (i.e. héritier premier) et nureddin (second du qalgha). Il remplace rapidement ce dernier par son propre fils, Toqtamys Giray (i.e. Tokhtamish), pour lequel il obtient du sultan l'assurance de sa succession, ce qui entraîne le mécontentement des autres princes Giray.
En 1598, Ghazy Giray participe à une nouvelle campagne conte l'Autriche mais il demeure en Crimée en 1600. En 1602, il est de nouveau convoqué à l'expédition de l'armée ottomane mais il ne parvient à Belgrade qu'après la bataille.
Les Russes mettent à profit le conflit avec l'Autriche pour progresser vers le Caucase et les principautés géorgiennes qu'ils tentent de vassaliser, jusqu'à ce qu'en 1606 la paix de Zsitvatorok conclue la Longue Guerre. L'année suivante, un traité similaire est signé avec la Pologne ; pourtant à l'automne 1607, le sultan Ahmet Ier demande au khan de se préparer à une nouvelle expédition. Cet appel reste sans suite et Ghazy II Giray meurt de la peste en mars 1608.

## Postérité
- Tokhtamych Giray ;
- Safer Giray, qalgha de son frère, tué en 1608 ;
- Inayet Giray ;
- Hasan Giray, qalgha d'Inayet, tué en 1637 ;
- Saadet Giray, nureddin d'Inayet, tué en 1637 ;
- Aouz Giray.